# Ferdinand Heinrich Jahn
Ferdinand Heinrich Jahn (født 5. februar 1789, død 29. juli 1828) var en holstensk officer og militærhistoriker, far til J.H.F. Jahn.

## Uddannelse og militær karriere
Jahn blev født i Neumünster, hvor hans fader, Caspar August Jahn, var apoteker. Moderen hed Albertine Georgine født Lesser. Jahn nød privat undervisning i hjemmet indtil sit 13. år, da han, der følte lyst til at blive søofficer, sendtes på en længere koffardifart for at lære praktisk sømandskab. Forskellige omstændigheder trådte dog hindrende i vejen for hans optagelse på Søkadetakademiet, og 1803 lod han sig indskrive som rekrut i generalkvartermester Ludvig Jacob Binzers berømte feltjægerkorps, senere guidekorpset, der kom til at udgøre et led af den i 1808 oprettede Generalstab. Året efter blev han jæger i korpset, og 1805 forfremmedes han til fændrik og blev ansat ved en anden elitetrop, den af general Johann Ewald kommanderede 1. slesvig-holstenske bataljon let infanteri (1808 holstenske skarpskytter, 1816 holstenske jægere, 1820 lauenborgske jægere).
1807 var det hans agt at indstille sig til officerseksamen ved et af militærinstitutterne for at opnå anciennitet i hæren, hvilket dog forhindredes ved de indtrådte krigsbegivenheder, men Ewald, der, ligesom Binzer før ham, havde fattet stor forkærlighed for den livfulde, lærelystne og pligtopfyldende yngling, tog sig af hans affærer, og ved udgangen af året indløb der en resolution fra kronprinsen, hvori det hed, "at Fændrik Jahn i Betragtning af udmærket Tjenstiver, Kundskab og god Konduite skal fritages for Examen og udnævnes til virkelig Sekondlieutenant".
I de følgende 10 år førte Jahn, der 1812 avancerede til premierløjtnant, et bevæget og omflakkende soldaterliv. Med sin afdeling drog han fra Ejderen til Øresund, tilbage fra Sjælland til Nordtyskland og endelig til Frankrig. I træfningerne ved Bornhøved og Sehested 7. og 10. december 1813 havde han fundet lejlighed til at lægge personligt mod og godt taktisk blik for dagen, og hans i årene 1808, 9, 13 førte dagbog viser, at han var soldat med liv og sjæl. Ved hjemkomsten fra Frankrig 1817 til garnisonen i Kiel var det imidlertid åbenbart, at alle drømme om krigersk hæder for lange tider måtte skrinlægges, og erkendelsen heraf har måske nok været medvirkende drivefjeder til, at Jahn med al sin iboende energi nu kastede sig over et andet felt, den historiske, til en begyndelse særlig krigshistoriske, forskning, der så godt harmonerede med hans stærkt udviklede patriotiske følelse og dannede som et komplement til hans hidtidige gerning.

## Litterær virksomhed
Litterær interesse og syssel havde indtil da dog ikke været Jahn fremmed; han havde under opholdet i Frankrig begyndt at oversætte på tysk forskellige ting så vel af Ludvig Holberg som af B.S. Ingemann, for hvilken sidste han følte stor sympati, men det første større skridt på den nye bane var stiftelsen af et tidsskrift, der kunne bidrage til at vedligeholde og fremme det åndelige liv i den danske hærs officersstand – et forsøg, der gentagne gange havde været gjort, men lige så ofte var strandet. Tidsskriftet, der fik navn af Magasin for militær Videnskabelighed, udkom allerede med sin 1. årgang 1818. Det slog godt an, samlede en ret talrig stab af medarbejdere og viste sig i modsætning til sine forgængere i besiddelse af en mærkelig livskraft, i det det under vekslende navne og forhold så at sige uafbrudt er blevet fortsat til vore dage. Jahn var hovedredaktør og den, der fortrinsvis drog læsset. Til medredaktør havde han sikret sig kaptajn Johan Adolph Fibiger, der efter Jahns død endnu omkring 20 år førte tidsskriftet videre på den af Jahn kyndig udstukne og grundlagte vej.
1820, samme år som Jahn udnævntes til kaptajn, udkom Historie om Kalmarkrigen og 1822 Historie om Danmarks Deltagelse i Trediveaarskrigen, tilsammen under fællestitelen Grundtræk til Christian IV’s Krigshistorie, en på omfattende forstudier, mest dog efter trykte kilder, baseret redegørelse for, hvorledes Christian 4. havde været som hærfører og statsmand. Dette værk, i hvilket den folkelige konges eftermæle værnedes mod fremkomne nedsættende angreb, vakte opsigt. Det var første gang her til lands, at en militærkyndig havde taget større krigshistoriske begivenheder op til behandling; sproget var livfuldt, fremstillingen klar og skarpsindig i form og indhold. Dets fremkomst bevirkede, at Jahn fra nu af udelukkende kunde hellige sig historiens dyrkning.
Frederik VI, der allerede fra udgivelsen af det ovennævnte tidsskrift, som han havde fundet behag i og ydet pekuniær støtte, synes at have haft sin opmærksomhed henvendt på den unge historiker, lod ham nemlig 1823 stille à la suite i lauenborgske jægerkorps og kalde til København på gunstige økonomiske vilkår med det hovedhverv at udarbejde en håndbog i dansk krigshistorie for de sidste 400 år. Programmet for Jahns arbejde undergik imidlertid med kongens billigelse snart en betydelig ændring og udvidelse. Ved den rastløse flid og udholdenhed, hvormed Jahn – samtidig med at han redigerer tidsskriftet, holder foredrag for garnisonens officerer over den middelalderlige hærordning og udvider sit historiske syn ved studium af klassikerne i grundsproget – granskede i de nu let tilgængelige arkiver og biblioteker, blev der indbragt ham et så stort udbytte, at han i 1825 kunne lade indledningen til håndbogen udkomme som selvstændigt værk under titel: Almindelig Udsigt over Nordens, især Danmarks, Krigsvæsen i Middelalderen, mens der i stedet for håndbogen skulle træde en Danmarks historie, politisk og militært betragtet, i 6 bind, således at de 2 første omfattede tiden under unionskongerne, de 4 næste henholdsvis Christian 4.s, Frederik 3.s og Christian 5.s, Frederik 4.s og Frederik 6.s regeringstider.
Disse større arbejder skulle det dog ikke forundes Jahn at fuldføre. En tyfoid feber rev ham bort i hans manddomskraft, kun 39 år gammel, just som han havde manuskriptet til unionstiden færdig indtil kong Hans’ død. Dette hans hovedværk blev på foranstaltning af den fornævnte Fibiger med flere venner udgivet 1835. Der fandtes desuden blandt hans efterladte excerpter, afhandlinger og udkast et større manuskript på omkring 60 ark (ca. 560 bogsider), hvori Danmarks politiske historie fra Sigurd Snogøje til Valdemar Atterdag var behandlet. Dette arbejde, som måske var bestemt til at danne indledningen til unionshistorien, påtænkte sønnen, Jens Harald Fibiger Jahn, at udgive, men han måtte opgive planen på grund af et for ringe subskribentantal.
"Jahns tidlige Død", siger Johannes Steenstrup, "bragte ganske sikkert den historiske Videnskab et stort Tab. Ikke blot havde Jahn udfoldet en stor Produktivitet i det korte Tidsrum af 10 Aar, gjennem hvilke hans Forfattervirksomhed havde varet, men der viste sig en stadig Fremgang i hans Granskning, en Bestræbelse for ad alle Veje at trænge ind i Studiet, hvorfor han t. Ex. yderligere befæstede sine Kundskaber i Latin, raadspørger og undersøger Oldsager og læser den klassiske Oldtids Historieskrivere. Selv den Ligevægt, som man endnu savnede i hans Opfattelse og Behandling, fordi hans fyrige Temperament rev ham hen, og fordi hans Fantasi med dens romantiske Tilbøjelighed kom i for stærk Bevægelse, vilde J. i Aarenes Løb sandsynligvis have kunnet vinde, uden at den velgjørende Varme, som stadig ledsager ham, derved tabtes."
Jahn var medlem af Kungliga Krigsvetenskapsakademien, af Det skandinaviske Litteraturselskab og af Det kongelige danske Selskab for Fædrelandets Historie. 1826 blev han Ridder af Dannebrog.
1814 havde han ægtet Eleonore Hedevig Fries, en datter af praktiserende læge C.G. Fries i Preetz. Han døde 29. juli 1828 og ligger begravet på Garnisons Kirkegård i København.